# Södra Färjsundet
Södra Färjsundet är en by i Utomälven vid Dalälven där den söderifrån kommande trafiken från Uppsala - Östervåla eller Sala - Västerås passerar mot Ön, Hedesunda för vidare färd norrut mot Valbo. Den sannolikt äldsta dokumenterade överfarten har gjorts av ärkebiskop Nils Allesson år 1302. Den tidigast kände färjkarlen hette Joen Pedersson, (16** - 1699). Färjan såldes sommaren 2002 då den nya bron invigdes. 